# Łysomice (gromada)
Łysomice (do 30 XII 1961 Lulkowo) – dawna gromada, czyli najmniejsza jednostka podziału terytorialnego Polskiej Rzeczypospolitej Ludowej w latach 1954–1972.
Gromady, z gromadzkimi radami narodowymi (GRN) jako organami władzy najniższego stopnia na wsi, funkcjonowały od reformy reorganizującej administrację wiejską przeprowadzonej jesienią 1954 do momentu ich zniesienia z dniem 1 stycznia 1973, tym samym wypierając organizację gminną w latach 1954–1972.
Gromadę Łysomice z siedzibą GRN w Łysomicach utworzono 31 grudnia 1961 w powiecie toruńskim w woj. bydgoskim w związku z przeniesieniem siedziby GRN gromady Lulkowo z Lulkowa do Łysomic i zmianą nazwy jednostki na gromada Łysomice; równocześnie do nowo utworzonej gromady włączono obszar zniesionej gromady Ostaszewo (bez wsi Sławkowo) w tymże powiecie.
Gromada przetrwała do końca 1972 roku, czyli do kolejnej reformy gminnej. 1 stycznia 1973 w powiecie toruńskim utworzono gminę Łysomice.